# Makinohara
Makinohara (牧之原市 Makinohara-shi?) es una ciudad en la prefectura de Shizuoka, Japón, localizada en el centro-este de la isla de Honshū, en la región de Chūbu. Tenía una población estimada de 43 061 habitantes el 1 de marzo de 2021 y una densidad de población de 386 personas por km².

## Geografía
Makinohara está localizada en el centro-sur de la prefectura de Shizuoka. Está bordeada por la bahía de Suruga en el océano Pacífico al este, y se eleva gradualmente a la meseta Makinohara en el oeste. El área tiene un clima oceánico templado, caracterizado por veranos cálidos y húmedos e inviernos suaves, con la cálida corriente de Kuroshio frente a la costa que proporciona un efecto moderador. Limita con las ciudades de Omaezaki, Kikugawa y Shimada y con el pueblo de Yoshida en el distrito de Haibara.

## Historia
El área actual de Makinohara era parte de la antigua provincia de Tōtōmi. Durante el período Edo, el pueblo de Sagara era el jōkamachi del dominio Sagara. Con el establecimiento del sistema de municipios modernos a principios del período Meiji el 1 de abril de 1889, Sagara se incorporó como pueblo dentro del distrito de Haibara.
La ciudad de Makinohara se estableció el 11 de octubre de 2005, a partir de la fusión de los pueblos de Haibara y Sagara (ambas del distrito de Haibara).

## Economía
La economía local de Makinohara está dominada por la producción de té verde y, en menor medida, por la pesca comercial y la fabricación de componentes de automóviles para Suzuki Motors.

## Demografía
Según los datos del censo japonés, la población de Makinohara ha sido relativamente estable en los últimos 50 años.
| Gráfica de evolución demográfica de Makinohara entre 1940 y 2015 |
|                                                                  |
| Oficina de Estadística de Japón                                  |